# Robert Steven Kapito
Robert Steven Kapito (Monticello, 8 febbraio 1957) è un imprenditore statunitense, fondatore e presidente della società di gestione degli investimenti BlackRock con sede a New York.

## Biografia
Nato nel 1957 in una famiglia ebrea, Kapito ha conseguito un MBA presso la Harvard Business School di Boston, Massachusetts (HBS) nel 1983 dopo aver conseguito una laurea in economia presso la Wharton School dell'Università della Pennsylvania.
Kapito è entrato a far parte della First Boston nel 1979 dopo essersi appena laureato alla Wharton School e ha iniziato nel dipartimento di finanza pubblica. Ha incontrato il suo futuro socio in affari, Laurence D. Fink, alla First Boston, dove sono stati fondamentali per aprire la strada al mercato dei titoli garantiti da ipoteca negli Stati Uniti.
Kapito ha lasciato First Boston per completare il suo MBA ed è tornato in azienda nel 1983 nel Mortgage Products Group.  Nel 1988, ha lasciato la First Boston insieme a Laurence D. Fink fondando BlackRock sotto l'ombrello della società di private equity Blackstone Group, società in cui lui e Fink sono entrati come partner. Qualche anno dopo i due gruppi si sono separati. Kapito è diventato presidente di BlackRock, Fink amministratore delegato.
Kapito è stato membro del consiglio della Wharton School dell'Università della Pennsylvania e membro di una facoltà di istruzione esecutiva della Harvard Kennedy School.

## Vita privata
Kapito è sposato con Ellen, conosciuta quando lei era studentessa all'Università della Pennsylvania.